# غابرييل فرنانديز (كرة سلة)
غابرييل فرنانديز (بالإسبانية: Gabriel Fernández) مواليد 23 أكتوبر 1976 في لوماس دي ثامورا، الأرجنتين، هو لاعب كرة سلة أرجنتيني بدأ مسيرته الاحترافية في سنة 1995 يلعب في دوري كرة السلة الوطني الأرجنتيني ويحمل الرقم 5. يبلغ طوله 6 قدم 8 بوصة (2.0 م). مثّل منتخب بلاده. شارك في مسابقة كرة السلة في الألعاب الأولمبية الصيفية.

## فرق لعب لها
- إس تي بي لو هافر
- ساسكي باسكونيا
- نادي بلد الوليد لكرة السلة
- بالاكانسترو فاريزي

## الميداليات
| الميدالية | المسابقة                             |
| --------- | ------------------------------------ |
| فضية      | بطولة كأس العالم لكرة السلة 2002     |
| فضية      | بطولة أمم الأمريكتين لكرة السلة 2003 |
| فضية      | بطولة أمم الأمريكتين لكرة السلة 2005 |

## روابط خارجية
- غابرييل فرنانديز على موقع الاتحاد الدولي لكرة السلة (الإنجليزية)
- غابرييل فرنانديز على موقع الدوري الأوروبي لكرة السلة (الإنجليزية)
- غابرييل فرنانديز على موقع الدوري الإسباني لكرة السلة (الإسبانية)
- غابرييل فرنانديز على موقع كرة السلة الأوروبية.كوم (الإنجليزية)
- غابرييل فرنانديز على موقع ريلجم (الإنجليزية)
- غابرييل فرنانديز على موقع بروبوليرز (الإنجليزية)
- غابرييل فرنانديز على موقع سبورتس رفرنس (الإنجليزية)
- غابرييل فرنانديز على موقع أوليمبيديا (الإنجليزية)